# Diócesis de Saint Asaph (antigua)
La diócesis de Saint Asaph (en latín: Dioecesis Assavensis, en inglés: Diocese of Saint Asaph y en galés: Esgobaeth Llanelwy) fue una circunscripción eclesiástica de la Iglesia católica en el Reino Unido. Se trataba de una diócesis latina, sufragánea de la arquidiócesis de Canterbury. Por el Acta de Supremacía del Parlamento de Inglaterra del 8 de mayo de 1559 fue convertida en la diócesis de Saint Asaph de la Iglesia de Inglaterra.

## Territorio y organización

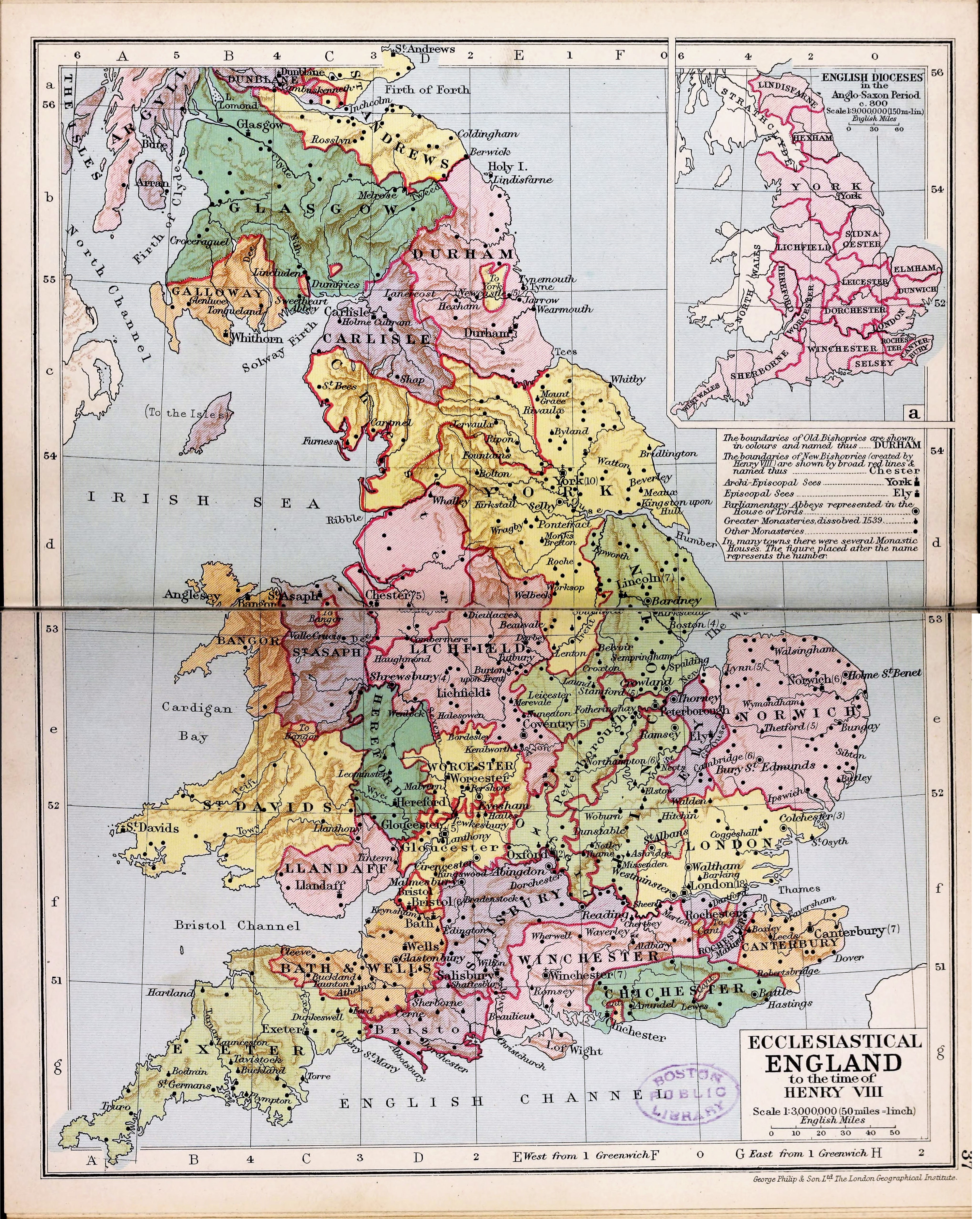
Mapa de las diócesis de Inglaterra

La diócesis extendía su jurisdicción sobre los fieles católicos de rito latino residentes en el antiguo Reino de Powys, en la parte noroeste de Gales.

Mapa del Reino de Powys

La sede de la diócesis se encontraba en la ciudad de St Asaph (llamada Llanelwy en idioma galés), en donde se halla la Catedral de San Asaf, que desde la Reforma anglicana perteneció a la Iglesia de Inglaterra, y desde 1920 a la Iglesia de Gales.
A mediados del siglo XIII la diócesis contaba con 69 iglesias y 19 capillas, distribuidas en 8 decanatos rurales.

## Historia
Los orígenes de esta diócesis son oscuros. La tradición cuenta que el obispo de Glasgow, san Kentigern (o Mungo), exiliado de su tierra natal, fundó un monasterio en Llanelwy, en el noreste de Gales, en la confluencia de los ríos Clwyd y Elwy, aproximadamente a mediados del siglo VI. Antes de regresar a Escocia, Kentigern consagró a su discípulo, san Asaf (o Asa o Asafo), como obispo de Llanelwy, de quien la sede tomaría más tarde su nombre. 
No se sabe nada del período medieval temprano posterior, hasta Gilbert, consagrado obispo de Saint Asaph por el arzobispo de Canterbury en 1143.

### Reforma anglicana
Luego de que el 23 de marzo de 1534 el papa Clemente VII excomulgara el rey Enrique VIII a causa de su divorcio de Catalina de Aragón, el 3 de noviembre de 1534 el Parlamento de Inglaterra aprobó el Acta de Supremacía de 1534
mediante la cual se declaraba que el rey era «only supreme head in earth of the Church of England, called Anglicana Ecclesia», acto formal mediante el cual la Iglesia católica de Inglaterra entraba en cisma con la Santa Sede, transformándose en una Iglesia nacional independiente. El 18 de diciembre de 1534 aprobó además la Ley de Traición que castigaba con la pena de muerte a quienes no aceptaran el Acta de Supremacía. El Parlamento de acuerdo con Enrique VIII emitió los Seis Artículos en agosto de 1539, por los que se mantuvo la liturgia católica-romana tradicional casi sin cambios en las doctrinas y prácticas de la nueva Iglesia nacional independiente de Inglaterra.
En la diócesis de Saint Asaph continuó como obispo católico Henry Standish hasta su fallecimiento el 9 de julio de 1535. Luego fue nombrado el reformador William Barlow como obispo cismático sin requerir la aprobación papal y en 1536 lo fue Robert Warton.
Tras la muerte de Enrique VIII el 28 de enero de 1547 lo sucedió su hijo Eduardo VI. Durante su reinado la Iglesia de Inglaterra llegó a ser teológicamente protestante. En Saint Asaph continuó como obispo Robert Warton.
Tras la muerte de Eduardo VI el 6 de julio de 1553 ascendió al trono la católica María I Tudor, quien por ley del Parlamento del 12 de noviembre de 1554 derogó el Acta de Supremacía y luego se abolió toda la legislación religiosa aprobada contra el papado a partir de 1529. La sede de Saint Asaph continuó ocupada por Robert Warton, quien reconciliado con la reina fue nombrado miembro de la comisión que expulsó a la mayoría de los obispos cismáticos. El 1 de marzo de 1554 fue trasladado a la diócesis de Hereford. En su remplazo fue designado Thomas Goldwell el 21 de junio de 1555, quien fue el último obispo católico de Saint Asaph.
El 17 de noviembre de 1558 falleció la reina María y fue sucedida por Isabel I, quien con otra Acta de Supremacía del 8 de mayo de 1559 restauró la independencia de la Iglesia anglicana y rompió definitivamente con la Santa Sede. Desde entonces la diócesis de Saint Asaph es parte de la Iglesia de Inglaterra. En junio de 1559 el obispo Goldwell logró escapar de Inglaterra y murió en Roma el 3 de abril de 1585. En 1558 la reina María I había propuesto su nombre como obispo de Oxford y su embajador en Roma, pero su muerte en noviembre lo impidió. 
En enero de 1560 fue consagrado obispo Richard Davies, iniciando la lista de obispos anglicanos de la diócesis de Saint Asaph, que desde 1920 pertenece a la Iglesia de Gales.

## Episcopologio

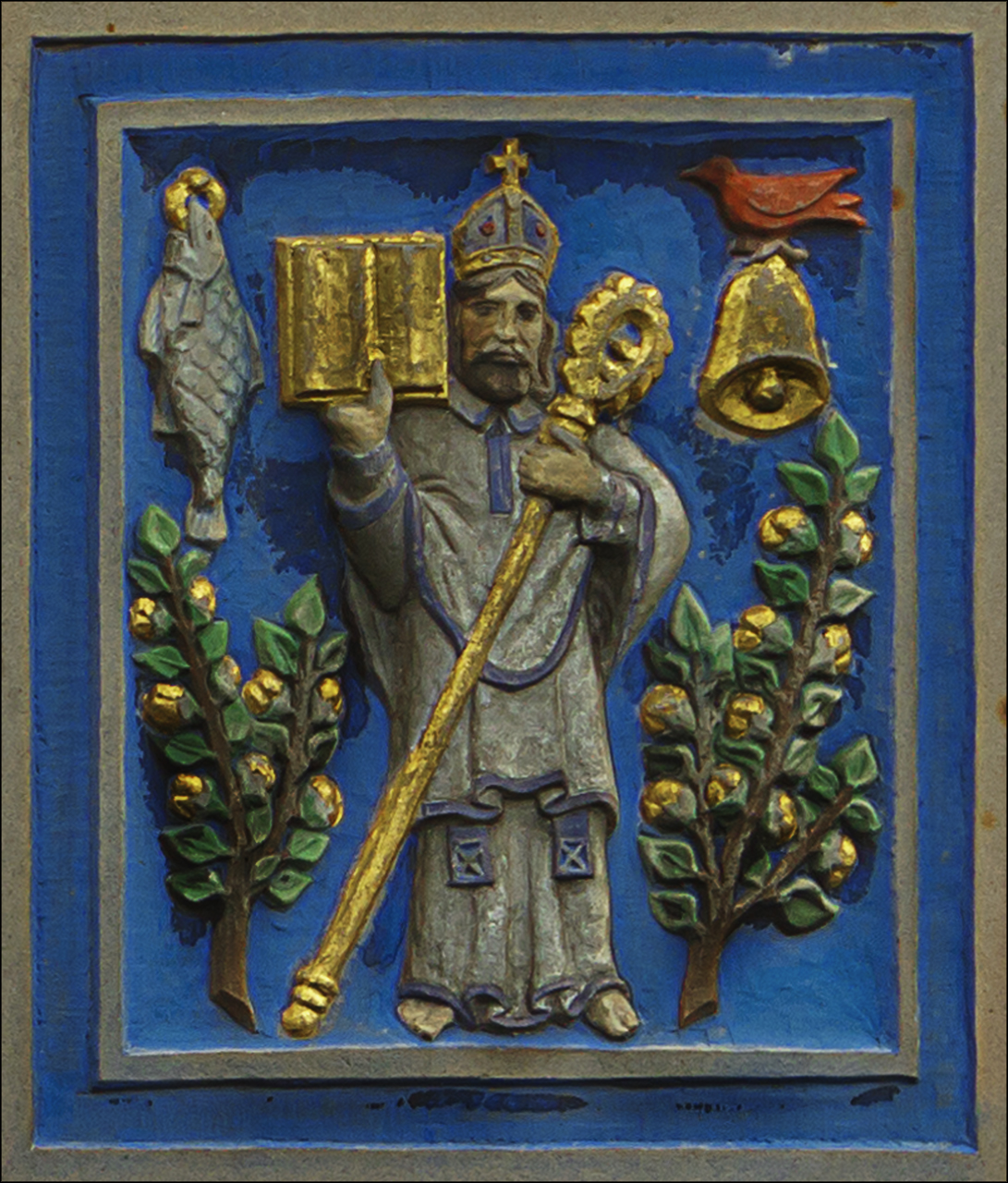
San Mungo o Kentigern, fundador legendario de la diócesis

- San Kentigern † (circa 544-circa 560 renunció)
- San Asaf † (circa 560-circa 601 falleció)
- Richard † (febrero/noviembre de 1141-circa 1143 renunció o falleció)[5]
- Gilbert † (1143-?)
- Goffredo de Monmouth † (23 de marzo de 1152 consagrado-1155 falleció)
- Godfrey † (1160 o 1161 consagrado-18 de mayo de 1175 depuesto)
- Adam Parvipontanus † (12 de octubre de 1175 consagrado-1181 falleció)
- John I † (3 de julio de 1183-1186 falleció)
- Reiner † (10 de agosto de 1186 consagrado-1224 o 1225 falleció)
- Abraham † (29 de junio de 1225 consagrado-antes del 4 de febrero de 1233 falleció)
- Hugh, O.P. † (17 de junio de 1235 consagrado-antes de agosto de 1240 falleció)
- Hywel ab Ednyfed † (1240-antes del 25 de marzo de 1247 falleció)
- Einion † (antes del 20 de febrero de 1248-antes del 29 de septiembre de 1266 falleció)
- John II † (1267-dentro de septiembre de 1267 falleció)
- Einion Schonaw † (21 de octubre de 1268 consagrado-5 de febrero de 1293 falleció)
- Llywelyn de Bromfield † (6 de abril de 1293-antes del 25 de enero de 1314 falleció)
- Dafydd ap Bleddyn † (18 de julio de 1314-antes del 9 de octubre de 1345 falleció)
- John Trevor I † (26 de junio de 1346-antes del 9 de febrero de 1357 falleció)
- Llywelyn ap Madog † (19 de julio de 1357-antes del 24 de noviembre de 1375 falleció)
- William Spridlington † (4 de febrero de 1376-9 de abril de 1382 falleció)
- Lawrence Child † (18 de junio de 1382-27 de diciembre de 1389 falleció)
- Alexander Bache † (10 de marzo de 1390-agosto/septiembre de 1394 falleció)
- John Trevor II † (21 de octubre de 1394-10 de abril de 1410 falleció)
- Robert Lancaster, O.Cist. † (16 de julio de 1410-marzo de 1433 falleció)
- John Low, O.E.S.A. † (17 de agosto de 1433-22 de abril de 1444 nombrado obispo de Rochester)
- Reginald Pecock † (22 de abril de 1444-23 de marzo de 1450 nombrado obispo de Chichester)
- Thomas Knight, O.P. † (27 de marzo de 1450-circa 1471 falleció)
- Richard Redman † (17 de agosto de 1472-6 de noviembre de 1495 nombrado obispo de Exeter)
- Michael Deacon † (6 de noviembre de 1495-1499/1500 falleció)
- Dafydd ab Iorwerth, O.Cist. † (8 de enero de 1500-1503 falleció)
- Dafydd ab Owain, O.Cist.† (18 de diciembre de 1503-febrero de 1513 falleció)
- Edmund Birkhead † (16 de abril de 1513-abril de 1518 falleció)
- Henry Standish, O.F.M.Conv. † (28 de mayo de 1518-9 de julio de 1535 falleció)
  - William Barlow † (1535-10 de abril de 1536 nombrado obispo de Saint David's) (obispo cismático anglicano)
  - Robert Warton (o Parfew) † (2 de julio de 1536-6 de julio de 1554 nombrado obispo de Hereford) (retornó al catolicismo)
- Thomas Goldwell † (21 de junio de 1555-junio de 1559 se exilió)